# Evropští Američané
Evropští Američané (Euroameričané) jsou Američané rodově pocházející z Evropy.
První Evropané, kteří trvale žili na území, které je nyní Spojenými státy americkými, byli Španělé. Jmenovitě, první známý Evropan žijící v dnešních USA, byl Martin de Argüelles, narozený v roce 1566 z Floridy a prvním známým Evropanem, který se narodil na území Třinácti kolonií, byla Virginia Dare z dnešní Severní Karolíny, která se narodila rodičům z Anglie roku 1587.
Dle American Community Survey byly v USA v roce 2013 tyto největší menšiny dle původní národnosti:
- 14,6 % německých Američanů
- 10,5 % irských Američanů
- 7,7 % anglických Američanů
- 5,4 % italských Američanů

dohromady tvořící 38,2 % populace.
Nicméně, Američané s kořeny pocházející z Anglie nebo Spojeného království obecně se identifikují jednoduše jako Američané (a tak čísla u této skupiny mohou být vyšší) nebo dokonce jako původní obyvatelé.
Evropští Američané jsou ve sčítání obyvatel zahrnuti do kategorie běloši, která je definována jako „lidé s předky v Evropě, Blízkém východě a Severní Africe“.

## Počty Evropských Američanů
| Rok  | Počet       |
| ---- | ----------- |
| 1850 | 19 553 068  |
| 1900 | 66 809 196  |
| 1950 | 134 942 028 |
| 2010 | 223 553 265 |

Zdroje:   